# Barton Hall
Pour les articles homonymes, voir Barton.
Barton Hall, également connue sous le nom de Plantation de Cunningham, est une ancienne maison historique de style Antebellum de la plantation de sucre construite pour Armstead Barton dans les années 1840 près de l'actuel Cherokee, en Alabama. Aujourd'hui, l'U.S 72 passe au nord de la maison et la Natchez Trace Parkway se trouve à l'ouest. La maison se trouve dans l'ancienne ville de Buzzard Roost, qui fait maintenant partie d'un secteur non constitué en municipalité.

## Architecture
Le National Park Service décrit la maison comme une maison de plantation inhabituellement sophistiquée de style néo-grec et de forme inhabituelle en Alabama. Il possède une petite entrée dorique et une cour arrière pavée en calcaire.
De plus, son escalier intérieur est unique, « un arrangement intéressant similaire à celui des Magnolias d'Aberdeen, Mississippi, construite en 1850 ».

## Historique
La maison a été inscrite au National Historic Landmark en 1973 pour la qualité de son architecture.
En novembre 2008, le célèbre photographe Charles Moore a pris ses dernières images documentées sur cette propriété.
La maison, qui est une propriété privée, n'est pas ouverte au public.